# میستی پلورایت
میستی پلورایت (به انگلیسی: Misty Plowright) (زاده ۱۹۸۳) سیاستمدار آمریکایی است. او عضو حزب دموکرات است.
او یک زن ترنس است.
او یکی از اولین افراد تراجنسیتی آشکار در ایالات متحده است که به نمایندگی از یک حزب سیاسی بزرگ برای نمایندگی و شرکت در انتخابات نامزد شد، او به رقابت با داگ لمبرن نماینده جمهوری‌خواه حوزه پنجم کنگره کلرادو در انتخابات عمومی سال ۲۰۱۶ پرداخت. پلورایت در ۸ نوامبر ۲۰۱۶ به لمبورن باخت.